# Lilium occidentale
Lilium occidentale är en liljeväxtart som beskrevs av Carlton Elmer Purdy. Lilium occidentale ingår i släktet liljor, och familjen liljeväxter. Inga underarter finns listade.

## Bildgalleri

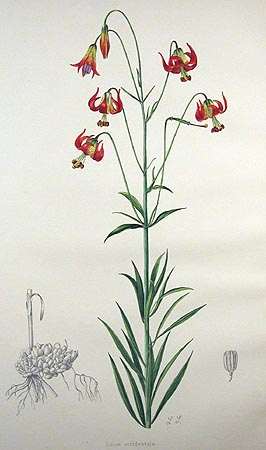